# Jisaburo Ohwi
Jisaburo Ohwi (japonès: 大井次三郎, Ōi Jisaburō; *1905 - 1977) va ser un botànic japonès. Va ser destacat membre de la Facultat Imperial de Ciències de Kyoto. És conegut per la seva Flora del Japó.

## Algunes publicacions

### Llibres
- 1984. Flora of Japan. Ed. Smithsonian Inst Pr. 1068 pp. ISBN 978-0-87474-708-9
- 1936-1944. Cyperaceae Japonicae. Ed. Kyoto : College of Science, Kyoto Imperial University. 2 vol.

## Honors
En el seu honor es nomenen les següents espècies:
- (Convallariaceae) Ophiopogon ohwii Okuyama -- J. Jap. Bot. 1937, xiii. 35
- (Cyperaceae) Carex ohwii Masam. -- Mem. Fac. Sc. & Agric. Taihoku Imp. Univ. xi., Bot. 4, 526. 1934
- (Cyperaceae) Cyperus ohwii Kük. -- Repertorium Specierum Novarum Regni Vegetabilis 29 1931; Repert. Spec. Nov. Regni Veg. 29: 197. 1931
- (Lamiaceae) Clerodendrum ohwii Kaneh. & Hatus. -- J. Jap. Bot. 1937, xiii. 677
- (Lamiaceae) Isodon × ohwii Okuyama -- in Bull. Nat. Sci. Mus., Tokyo, n. s., iii. (No. 38) 16. 1956
- (Lamiaceae) Rabdosia × ohwii (Okuyama) Hara -- J. Jap. Bot. 47(7): 198. 1972
- (Melastomataceae) Medinilla ohwii Nayar -- Blumea xviii. 567. 1970
- (Orchidaceae) Epipactis ohwii Fukuy. -- Bot. Mag. (Tokyo) 1934, xlviii. 298
- (Orchidaceae) Lecanorchis ohwii Masam. -- Trans. Nat. Hist. Soc. Formosa 1933, xxiii. 208
- (Orchidaceae) Oreorchis ohwii Fukuy. -- Bot. Mag. (Tokyo) 1935, xlix. 296
- (Poaceae) Panicum ohwii Beetle -- Leafl. W. Bot. vi. 162. 1951
- (Poaceae) Sasa ohwii Koidz. -- Acta Phytotax. & Geobot., Kyoto. 1936, v. 201
- (Rosaceae) Prunus ohwii Kaneh. & Hatus. ex Kaneh. -- Formosan Trees, ed. rev., 270 (1936), nomen subnudum
- (Saxifragaceae) Saxifraga ohwii Tatew. -- in Journ. Fac. Agric., Sapporo, xxix. 199. 1933